# Violay
Violay is een gemeente in het Franse departement Loire (regio Auvergne-Rhône-Alpes). De plaats maakt deel uit van het arrondissement Roanne. Violay telde op 1 januari 2022 1.210 inwoners.

## Geografie
De oppervlakte van Violay bedroeg op 1 januari 2022 27,07 vierkante kilometer; de bevolkingsdichtheid was toen 44,7 inwoners per km².

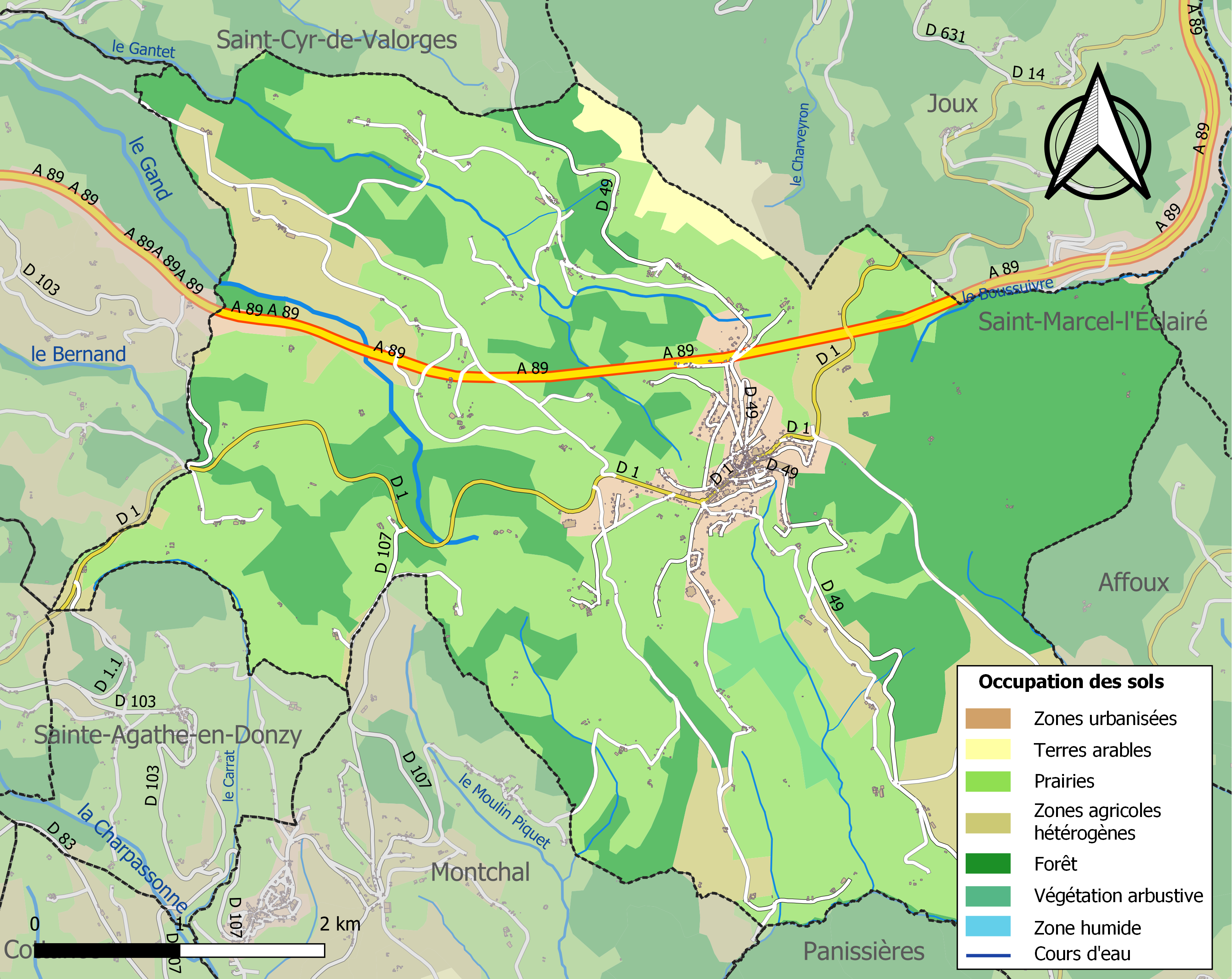
Kaart van de gemeente met de belangrijkste infrastructuur, bodemgebruik en omliggende gemeenten

## Demografie
Onderstaande figuur toont het verloop van het inwonertal (bron: INSEE-tellingen).